# Diospyros glabrata
Diospyros glabrata là một loài thực vật có hoa trong họ Thị. Loài này được (Warb) Kosterm. mô tả khoa học đầu tiên năm 1977.